# Metania
Metania is een geslacht van sponsdieren uit de klasse van de Demospongiae (gewone sponzen).

## Soorten
- Metania fittkaui Volkmer-Ribeiro, 1979
- Metania godeauxi (Brien, 1968)
- Metania kiliani Volkmer-Ribeiro & Costa, 1992
- Metania madagascariensis Manconi & Pronzato, 2015
- Metania melloleitaoi Machado, 1948
- Metania ovogemata Stanisic, 1979
- Metania pottsi (Weltner, 1895)
- Metania reticulata (Bowerbank, 1863)
- Metania rhodesiana Burton, 1938
- Metania spinata (Carter, 1881)
- Metania subtilis Volkmer, 1979
- Metania vesparia (Martens, 1868), dezelfde soort als Metania vesparium
- Metania vesparioides (Annandale, 1908)